# عبود (قرية)
عَبُود قرية في جنوبي مدينة عبري في منطقة السكوت في الولاية الشمالية من السودان يحدها من الشمال قرية كويكة، ومن الجنوب قرية صواردة، ومن الغرب النيل، ومن الشرق الصحراء الكبرى. وتقع جزيرة صاي غربها على بعد 0.5 ( نصف ) كلم منها.

## النشاط السكاني
ككل القرى يمارس السكان الحرف المعتادة في الولاية الشمالية عامة وفي منطقة السكوت خاصة، وذلك مثل:

### الزراعة
وتزرع المحاصيل بأنواعها، والحمضيات، وبعض الفواكه، والخضروات ( وكل تلك النباتات، يجب أن تناسب البيئة الصحراوية التي تقع فيها القرية ) .

### الرعي
وهي حرفة ثانوية في القرية والمنطقة عامة، وترعى حيوانات كثيرة من المواشي ( الضأن، الماعز، الإبل - بشكل قليل - ) .

### التجارة
ومعظم التجار يتاجرون في سوق مدينة عبري كل سبت، واثنين، وخميس، وتلك عادة في جميع قرى منطقة السكوت، ولا يذهبون للسوق - في غير هذه الأيام - إلا لضرورة. ولا يذهبون وبالأخص يوم الجمعة إذ أن السوق مغلق في ذلك اليوم.

### أبناء القرية
كان أبناء قرية عبود يعيشون في ملكوت الفن النوبي حيث كان أبرزهم الفنان حسين الالا الذي تغنى بالكثير من الأغنيات والألحان النوبية ، والشاعر سيد أدريس ، و الفنان فتحي شدة مسخراً إمكانياته في صنع لوحات غاية في الجمال ، و ذلك الأنيق الرقيق الفنان رمزي أمين الذي كان يُجيد عزف و ترديد الأغنيات النوبية بكل حرفية منتاهية في الجمال ، عُرفت هذه القرية برجالها الذين يعشقون الطرب فجاء شدوهم شعراً وأغنيات .

## المصدر
الدائرة الجغرافية بعبري، قرى السكوت.